# Balagas
Balagas est une rivière du nord de l'Éthiopie. Affluent du Tekezé, ses propres affluents comprennent les rivières Balessa et Dorana.